# Jenny O'Hara
Jenny O'Hara (Sonora, 24 febbraio 1942) è un'attrice statunitense.
È nota per aver interpretato la signorina Mahoney nei primi quattro episodi de L'albero delle mele  e nell'episodio In volo della serie Dr. House - Medical Division.

## Vita privata
Sorella di Jill O’Hara, dopo aver divorziato dal primo marito, un interior designer, si è sposata nel 1986 con l'attore Nick Ullett. Ha due figlie.

## Filmografia

### Cinema
- Tutto può accadere (Career Opportunities), regia di Bryan Gordon (1991)
- Angie - Una donna tutta sola (Angie), regia di Martha Coolidge (1994)
- Wishmaster - Il signore dei desideri (Wishmaster), regia di Robert Kurtzman (1997)
- Mystic River, regia di Clint Eastwood (2003)
- Il genio della truffa (Matchstick Men), regia di Ridley Scott (2003)
- Right at Your Door, regia di Chris Gorak (2006)
- Il miracolo di Natale di Jonathan Toomey (The Christmas Miracle of Jonathan Toomey), regia di Bill Clark (2007)
- Extract, regia di Mike Judge (2009)
- How to Make Love to a Woman, regia di Scott Culver (2010)
- Devil, regia di John Erick Dowdle (2010)
- Duck Butter, regia di Miguel Arteta (2018)

### Televisione
- Le strade di San Francisco (The Streets of San Francisco) – serie TV, episodio 4x10 (1975)
- Agenzia Rockford (The Rockford Files) – serie TV, episodio 2x12 (1975)
- Charlie's Angels – serie TV, episodio 1x01 (1976)
- Sulle strade della California (Police Story) – serie TV, episodi 4x10-4x11 (1976)
- Barnaby Jones – serie TV, 5 episodi (1976-1979)
- Un trio inseparabile (Westside Medical) – serie TV, episodio 1x04 (1977)
- Ai limiti dell'incredibile (Quinn Martin's Tales of the Unexpected) – serie TV, episodio 1x07 (1977)
- Kojak – serie TV, episodio 5x03 (1977)
- Fuoco dal cielo (A Fire in the Sky), regia di Jerry Jameson – film TV (1978)
- Barney Miller – serie TV, episodio 5x03-6x11 (1978-1979)
- CHiPs – serie TV, episodi 2x17-4x17 (1979-1981)
- L'albero delle mele (The Facts of Life) – serie TV, 4 episodi (1979)
- Starsky & Hutch – serie TV, episodio 4x14 (1979)
- Ai confini della notte (The Edge of Night) – serial TV, 1 puntata (1979)
- Highcliffe Manor – serie TV, 6 episodi (1979)
- In casa Lawrence (Family) – serie TV, episodi 3x22-5x12 (1979-1980)
- Mrs. Columbo – serie TV, episodio 2x08 (1980)
- Vai con amore (Blinded by the Light), regia di John Alonzo – film TV (1980)
- I segreti di Midland Heights (Secrets of Midland Heights) – serie TV, 10 episodi (1980-1981)
- Simon & Simon – serie TV, episodio 1x03 (1981)
- Bret Maverick – serie TV, episodio 1x08 (1982)
- Quincy (Quincy, M.E.) – serie TV, episodio 7x23 (1982)
- Mai dire sì (Remington Steele) – serie TV, episodio 1x18 (1983)
- Mississippi (The Mississippi) – serie TV, episodio 2x03 (1983)
- Trapper John (Trapper John, M.D.) – serie TV, episodi 4x16-6x03 (1983-1984)
- A cuore aperto (St. Elsewhere) – serie TV, episodio 2x14 (1984)
- Il brivido dell'imprevisto (Tales of the Unexpected) – serie TV, episodio 7x01 (1984)
- L'onore della famiglia (Our Family Honor) – serie TV, episodio 1x09 (1985)
- Top Secret (Scarecrow and Mrs. King) – serie TV, episodio 3x20 (1986)
- Mia sorella Sam (My Sister Sam) – serie TV, 44 episodi (1986-1988)
- Murphy Brown – serie TV, episodio 1x06 (1988)
- Due mamme in casa (Live-In) – serie TV, 9 episodi (1989)
- I ragazzi della prateria (The Young Riders) – serie TV, episodio 2x05 (1990)
- L.A. Law - Avvocati a Los Angeles (L.A. Law) – serie TV, episodio 5x03 (1990)
- Le inchieste di Padre Dowling (Father Dowling Mysteries) – serie TV, episodio 3x13 (1991)
- ABC Afterschool Specials – serie TV, episodio 19x04 (1991)
- Omicidi e incantesimi (Cast a Deadly Spell), regia di Martin Campbell – film TV (1991)
- Il cane di papà (Empty Nest) – serie TV, episodio 4x10 (1991)
- Beverly Hills 90210 (Beverly Hills, 90210) – serie TV, episodi 2x14-3x11 (1991-1992)
- Così gira il mondo (As the World Turns) – serial TV, 2 puntate (1992-1993)
- Law & Order - I due volti della giustizia (Law & Order) – serie TV, episodio 3x14 (1993)
- A casa con i Webber (At Home with the Webbers), regia di Brad Marlowe – film TV (1993)
- The Drew Carey Show – serie TV, episodio 1x07 (1995)
- E.R. - Medici in prima linea (ER) – serie TV, episodi 3x06-3x07 (1996)
- Mamma per forza (An unexpected family), regia di Larry Elikann – film TV (1996)
- La pazza vita della signora Hunter (Life's Work) – serie TV, 6 episodi (1996-1997)
- Un genio in famiglia (Smart Guy) – serie TV, episodio 2x06 (1997)
- Chicago Hope – serie TV, episodio 4x19 (1998)
- Cinque in famiglia (Party of Five) – serie TV, episodi 6x06-6x07 (1999)
- The Practice - Professione avvocati (The Practice) – serie TV, episodio 4x09 (1999)
- The Norm Show – serie TV, episodio 2x17 (2000)
- 1961, episodio di Women (If These Walls Could Talk 2), regia di Jane Anderson – film TV (2000)
- The Truth About Jane, regia di Lee Rose – film TV (2000)
- Roswell – serie TV, episodi 2x06-2x07 (2000)
- Squadra Med - Il coraggio delle donne (Strong Medicine) – serie TV, episodio 1x19 (2001)
- NYPD - New York Police Department (NYPD Blue) – serie TV, episodio 9x04 (2001)
- The King of Queens – serie TV, 15 episodi (2001-2007)
- Philly – serie TV, episodio 1x18 (2002)
- Reba – serie TV, episodio 2x18 (2003)
- Giudice Amy (Judging Amy) – serie TV, episodio 5x04 (2003)
- Nip/Tuck – serie TV, episodio 2x09 (2004)
- Six Feet Under – serie TV, episodio 5x11 (2005)
- CSI: Scena del crimine (CSI: Crime Scene Investigation) – serie TV, episodio 6x06 (2005)
- Ghost Whisperer - Presenze (Ghost Whisperer) – serie TV, episodio 1x07 (2005)
- Grey's Anatomy – serie TV, episodio 2x12 (2005)
- Boston Legal – serie TV, episodio 2x25 (2006)
- Cold Case - Delitti irrisolti (Cold Case) – serie TV, episodio 4x08 (2006)
- Big Love – serie TV, 5 episodi (2006-2009)
- Dr. House - Medical Division (House, M.D.) – serie TV, episodio 3x18 (2007)
- The Closer – serie TV, episodio 4x02 (2008)
- NCIS - Unità anticrimine (NCIS) – serie TV, episodio 6x01 (2008)
- Drop Dead Diva – serie TV, episodio 1x11 (2009)
- Childrens Hospital – serie TV, episodio 2x06 (2010)
- Franklin & Bash – serie TV, episodi 1x03-1x04-4x08 (2011-2014)
- Rizzoli & Isles – serie TV, episodi 3x05-3x06 (2012)
- Emily Owens, M.D. – serie TV, episodio 1x13 (2013)
- Newsreaders – serie TV, episodio 1x02-2x09 (2013-2015)
- Supernatural – serie TV, episodio 9x17 (2014)
- The Mindy Project – serie TV, 17 episodi (2014-2017)
- Mike & Molly – serie TV, episodio 5x05 (2015)
- Hot in Cleveland – serie TV, episodio 6x18 (2015)
- Transparent – serie TV, 13 episodi (2015-2019)
- Recovery Road – serie TV, episodio 1x05 (2016)
- Son of Zorn – serie TV, episodio 1x07 (2016)
- The Fosters – serie TV, episodio 4x12 (2017)
- American Housewife – serie TV, episodio 1x13 (2017)
- Chicago Fire – serie TV, episodio 5x20 (2017)
- The Resident – serie TV, episodio 1x04 (2018)
- 9-1-1 – serie TV, episodio 1x07 (2018)
- The Good Doctor – serie TV, episodio 3x01 (2019)
- Atypical – serie TV, episodi 3x05-3x08 (2019)
- A Million Little Things – serie TV, episodi 2x07-2x09 (2019)
- Perry Mason – serie TV, episodi 1x04-1x05-1x08 (2020)

## Doppiatrici italiane
Nelle versioni in italiano delle opere in cui ha recitato, Jenny O'Hara è stata doppiata da:
- Lorenza Biella ne L'albero delle mele (prima voce), CSI - Scena del crimine, Cold Case - Delitti irrisolti, Dr. House - Medical Division, The Closer, 9-1-1, The Good Doctor
- Adele Pellegatta in Transparent, Transparent Musicale Finale
- Anna Melato ne L'albero delle mele (seconda voce)
- Cristina Piras in Ghost Whisperer - Presenze
- Antonella Alessandro in NCIS - Unità anticrimine
- Aurora Cancian in Perry Mason
- Graziella Polesinanti in The Resident
- Melina Martello in Good American Family